# No One’s Gonna Change Our World
No One’s Gonna Change Our World (с англ. — «Никто не изменит наш мир») — благотворительный музыкальный альбом-сборник различных исполнителей, выпущенный в Великобритании 12 декабря 1969 в пользу Всемирного фонда дикой природы.

## Об альбоме
No One’s Gonna Change Our World был скомпонован комедийным актёром Спайком Миллиганом. Аннотацию к альбому написал супруг британской королевы Филипп, герцог Эдинбургский. Альбом в основном известен поклонникам The Beatles как первый диск, на котором была выпущена песня «Across the Universe»; название альбома является немного изменённой строчкой из этой песни, «Nothing’s gonna change my world» (рус. Ничто не изменит мой мир). На альбоме также впервые выпущена песня «Wings» группы Hollies — одна из последних песен, созданных ими вместе с Грэмом Нэшем в начале 1969 года.
Альбом был выпущен лейблом Regal Starline (номер по каталогу SRS 5013).

## Список композиций
| №   | Название                           | Автор(ы)                                           | Исполнитель                        | Длительность |
| --- | ---------------------------------- | -------------------------------------------------- | ---------------------------------- | ------------ |
| 1.  | «Across the Universe»              | Леннон — Маккартни                                 | The Beatles                        | 3:49         |
| 2.  | «What the World Needs Now Is Love» | Бёрт Бакарак/Хэл Дэвид                             | Силла Блэк                         | 3:05         |
| 3.  | «Cuddly Old Koala»                 | Rolf Harris                                        | Rolf Harris                        | 1:31         |
| 4.  | «Wings»                            | Allan Clarke/Грэм Нэш                              | The Hollies                        | 2:57         |
| 5.  | «Ning Nang Nong»                   | Harry Edgington/Спайк Миллиган                     | Спайк Миллиган                     | 2:49         |
| 6.  | «The Python»                       | Harry Edgington/Спайк Миллиган                     | Спайк Миллиган                     | 1:26         |
| 7.  | «Marley Purt Drive»                | Барри Гибб/Робин Гибб/Морис Гибб                   | Bee Gees                           | 4:26         |
| 8.  | «I'm a Tiger»                      | Marty Wilde/Ronnie Scott                           | Лулу                               | 2:45         |
| 9.  | «Bend It»                          | Howard Blaikley                                    | Dave Dee, Dozy, Beaky, Mick & Tich | 2:29         |
| 10. | «In the Country»                   | Brian Bennett/Bruce Welch/Hank Marvin/John Rostill | Клифф Ричард                       | 2:41         |
| 11. | «When I See an Elephant Fly»       | Oliver Wallace/Ned Washington                      | Bruce Forsyth                      | 2:52         |
| 12. | «Land of My Fathers»               | Alaw/James                                         | Harry Secombe                      | 2:40         |